# Ante Budimir
Ante Budimir (Zenica, 22 juli 1991) is een Kroatisch voetballer die bij voorkeur als aanvaller speelt. Hij verruilde RCD Mallorca in de zomer van 2021 voor CA Osasuna, dat hem al een seizoen huurde. Budimir debuteerde in 2020 in het Kroatisch voetbalelftal.

## Spelerscarrière
Budimir speelde in de jeugd van NK Radnik, LASK Linz uit Oostenrijk, NK Sesvete en HNK Gorica, maar maakte zijn profdebuut in 2011 voor NK Inter Zaprešić. Hij maakte in 2013 een transfer naar NK Lokomotiva Zagreb. Budimir stond al drie seizoenen bekend als een veelscorende spits in de Kroatische competitie, wat de interesse van buitenlandse clubs wekte. Op 4 augustus 2014 maakte Budimir voor 1 miljoen euro de overstap naar FC St. Pauli. Daar had de spits het moeilijker, met enkel een doelpunt in het bekertoernooi in zijn eerste seizoen. Daarop werd hij verhuurd aan het Italiaanse FC Crotone. Budimir werd clubtopscorer met zeventien doelpunten in 41 wedstrijden en had zo een aandeel in de promotie van de club naar de Serie A. Na de verhuurperiode lichtte Crotone de koopoptie van 1 miljoen euro in de verhuurovereenkomst, maar verkocht hem voor €1.800.000,- gelijk door aan UC Sampdoria. Bij Sampdoria kon hij niet overtuigen, en in 2017 werd Budimir weer verhuurd aan Crotone. Crotone nam hem na de verhuurperiode opnieuw definitief over voor een bedrag van 1,7 miljoen euro. In 2019 werd Budimir verhuurd aan RCD Mallorca. Op 1 juli 2019 tekende Budimir een contract voor vier seizoen bij de eilanders. Mallorca betaalde €2,2 miljoen euro. In oktober 2020 werd Budimir voor een seizoen verhuurd aan CA Osasuna. Na de verhuurperiode maakte hij de definitieve overstap naar Osasuna.

## Interlandcarrière
Budimir speelde enkele jeugdinterlands voor Kroatische elftallen. Budimir werd geboren in Zenica in het huidige Bosnië en Herzegovina en kon zodoende ook voor dat land uitkomen. Budimir debuteerde echter op 7 oktober 2020 in het Kroatisch voetbalelftal in een met 1–2 gewonnen vriendschappelijk duel in en tegen Zwitserland. Hij kwam in de 57e minuut in het veld voor Bruno Petković. Hij maakte zijn eerste doelpunt in zijn derde interland, een vriendschappelijke wedstrijd tegen Turkije (3–3) op 11 november 2020. Budimir maakte deel uit van de Kroatische selecties tijdens het EK 2020 en het WK 2022. Hij werd op 20 mei 2024 door Zlatko Dalić opgenomen in de Kroatische selectie voor het EK 2024 in Duitsland. Kroatië werd in de groepsfase uitgeschakeld na een nederlaag tegen Spanje (3–0) en gelijke spelen tegen Albanië (2–2) en Italië (1–1). Budimir kwam in iedere wedstrijd in actie.
| Interlands van Ante Budimir voor Kroatië | Interlands van Ante Budimir voor Kroatië | Interlands van Ante Budimir voor Kroatië | Interlands van Ante Budimir voor Kroatië | Interlands van Ante Budimir voor Kroatië | Interlands van Ante Budimir voor Kroatië |
| No.                                      | Datum                                    | Wedstrijd                                | Uitslag                                  | Competitie                               | Bijz.                                    |
| Als speler van CA Osasuna                | Als speler van CA Osasuna                | Als speler van CA Osasuna                | Als speler van CA Osasuna                | Als speler van CA Osasuna                | Als speler van CA Osasuna                |
| ---------------------------------------- | ---------------------------------------- | ---------------------------------------- | ---------------------------------------- | ---------------------------------------- | ---------------------------------------- |
| 1                                        | 7 oktober 2020                           | Zwitserland – Kroatië                    | 1 – 2                                    | Vriendschappelijk                        |                                          |
| 2                                        | 14 oktober 2020                          | Kroatië – Frankrijk                      | 1 – 2                                    | UEFA Nations League                      |                                          |
| 3                                        | 11 november 2020                         | Turkije – Kroatië                        | 3 – 3                                    | Vriendschappelijk                        | Goal                                     |
| 4                                        | 14 november 2020                         | Zweden – Kroatië                         | 2 – 1                                    | UEFA Nations League                      |                                          |
| 5                                        | 24 maart 2021                            | Slovenië – Kroatië                       | 1 – 0                                    | WK 2022 kwalificatie                     |                                          |
| 6                                        | 27 maart 2021                            | Kroatië – Cyprus                         | 1 – 0                                    | WK 2022 kwalificatie                     |                                          |
| 7                                        | 30 maart 2021                            | Kroatië – Malta                          | 3 – 0                                    | WK 2022 kwalificatie                     |                                          |
| 8                                        | 28 juni 2021                             | Kroatië – Spanje                         | 3 – 5 n.v.                               | EK 2020 – Achtste finale                 |                                          |
| 9                                        | 26 maart 2022                            | Kroatië – Slovenië                       | 1 – 1                                    | Vriendschappelijk                        |                                          |
| 10                                       | 29 maart 2022                            | Kroatië – Bulgarije                      | 2 – 1                                    | Vriendschappelijk                        |                                          |
| 11                                       | 3 juni 2022                              | Kroatië – Oostenrijk                     | 0 – 3                                    | UEFA Nations League 2022/23              |                                          |
| 12                                       | 6 juni 2022                              | Kroatië – Frankrijk                      | 1 – 1                                    | UEFA Nations League 2022/23              |                                          |
| 13                                       | 10 juni 2022                             | Denemarken – Kroatië                     | 0 – 1                                    | UEFA Nations League 2022/23              |                                          |
| 14                                       | 13 juni 2022                             | Frankrijk – Kroatië                      | 0 – 1                                    | UEFA Nations League 2022/23              |                                          |
| 15                                       | 25 september 2022                        | Oostenrijk – Kroatië                     | 1 – 3                                    | UEFA Nations League 2022/23              |                                          |
| 16                                       | 5 december 2022                          | Japan – Kroatië                          | 1 – 1 wns.                               | WK 2022 – Achtste finale                 |                                          |
| 17                                       | 9 december 2022                          | Kroatië – Brazilië                       | 1 – 1 wns.                               | WK 2022 – Kwartfinale                    |                                          |

## Erelijst
| Competitie          | #     | Jaren |
| ------------------- | ----- | ----- |
| Kroatië             |       |       |
| Wereldkampioenschap | Brons | 2022  |